# Plaridel, Misamis Occidental

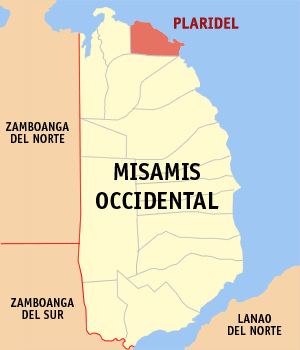
Bản đồ Misamis Occidental với vị trí của Plaridel

Plaridel là một đô thị hạng 4 ở tỉnh Misamis Occidental, Philippines. Theo điều tra dân số năm 2007, đô thị này có dân số 33.073 người.
Plaridel trở thành đô thị năm 1907. Tên gốc là Langaran, theo tên con sông chảy dọc theo bờ biển của đô thị này. Sản phẩm chính ở đây là dừa và lúa gạo.

## Các đơn vị hành chính
Plaridel được chia ra 33 barangay.
| - Agunod - Bato - Buena Voluntad - Calaca-an - Cartagena Proper - Catarman - Cebulin - Clarin - Danao - Deboloc - Divisoria | - Eastern Looc - Ilisan - Katipunan - Kauswagan - Lao Proper - Lao Santa Cruz - Looc Proper - Mamanga Daku - Mamanga Gamay - Mangidkid - New Cartagena | - New Look - Northern Poblacion - Panalsalan - Puntod - Quirino - Santa Cruz - Southern Looc - Southern Poblacion - Tipolo - Unidos - Usocan |